# SCP - Containment Breach
《SCP - Containment Breach》는 핀란드의 게임 개발자 요나스 리코(Joonas Rikkonen; "Regalis")이 SCP 재단 위키의 이야기를 기반으로 만든 공포 비디오 게임이다.

## 갤러리
- 트레일러
- 트레일러 2

## 같이 보기
- SCP 재단
- SCP: Secret Laboratory